# Servizio centrale di protezione
Il servizio centrale di protezione è una struttura interforze, composta da appartenenti alle forze di polizia italiane statali, inquadrata presso il Dipartimento della Pubblica Sicurezza - Direzione Centrale della Polizia Criminale del Ministero dell'interno.
Istituito nel 1991, si occupa di tutelare e proteggere testimoni e collaboratori di giustizia. Non va confuso con l'ufficio centrale interforze per la sicurezza personale che si occupa della tutela e della protezione delle persone esposte a particolari situazioni di rischio (terrorismo, crimine organizzato, operazioni di intelligence).

## Attività
Il servizio si occupa dell'attuazione dei programmi di protezione e di assistenza (legale e sanitaria) di tutti gli aventi diritto (familiari e congiunti delle personalità protette). 
Inoltre, assicura la promozione delle misure di reinserimento nel contesto sociale e lavorativo e protezione delle personalità ammesse al programma, dell'emissione a loro beneficio di documenti personali fittizi (carte d'identità, tessere sanitarie) e dell'assistenza finanziaria, psicologica, sanitaria e legale.

## Dati e statistiche

### 2007
Al 30 giugno 2007 rientravano nei programmi di protezione 3768 persone (795 collaboratori di giustizia e 71 testimoni, con rispettivamente 2681 e 221 familiari). Nel primo semestre del 2007, le attività hanno assorbito 31.239.109 di euro, suddivise tra assegni di mantenimento, capitalizzazioni (contributi di fine programma, risarcimenti per mancato guadagno ecc.), canoni di locazione per le abitazioni protette e misure di assistenza.

### 2008
Al 31 dicembre 2008 i "pentiti" erano 833 ed i loro familiari 3.054. I testimoni 73, cui vanno aggiunti 243 congiunti.
Mediamente vengono impiegati circa 65 milioni di euro ogni anno per l'espletamento di tutte le operazioni.

### 2009
Al primo semestre 2009 sono stati gestiti e protetti 855 collaboratori di giustizia ed i loro 3088 congiunti e 78 testimoni insieme ai loro 283 familiari, per un totale di 4304 persone sotto tutela.
Sono stati impiegati 40.92 milioni di euro per pagare i canoni di locazione delle abitazioni protette (34.11% del bilancio), per assicurare loro i contributi mensili per il sostentamento (23.98%) e spese finanziarie tra cui gli oneri della capitalizzazione che sono erogati al soggetto al momento della sua uscita dal programma di protezione (17.38%). Il restante si suddivide tra spese per l'assistenza legale (12.9%), alberghi (7.83%), trasferimenti (1.54%, che sono stati effettuati in totale da 22.858 uomini tra Polizia, Carabinieri e Guardia di Finanza), spese di giustizia (1.46%) ed assistenza sanitaria (0.8%).
Nel secondo semestre 2009 salgono a 933 i collaboratori di giustizia ed a 3454 i loro familiari soggetti a misure di protezione; 75 i testimoni di giustizia con relativi 275 congiunti sotto tutela, per un totale di 4737 persone gestite dal Servizio Centrale di Protezione.
Le risorse impiegate per tale scopo diminuiscono a 34.11 milioni distribuiti tra canoni di locazione degli appartamenti (32,92%), assegni mensili (31,34%), spese finanziarie come le capitalizzazioni (22,98%), spese di assistenza legale (5,88 %), le spese per gli alberghi (3,74%), le spese di giustizia (1,44%), spese per i trasferimenti (0,86%), le spese per l'assistenza sanitaria (0,84%).

### 2011
Al 31 dicembre 2011 risultavano sotto protezione 1093 collaboratori (insieme a 3920 loro congiunti) e 88 testimoni (con 289 loro familiari). Anche 61 stranieri, sono tutelati dal Servizio Centrale di Protezione.
Sono stati impiegati 64 milioni di euro per il pagamento dei canoni di locazione degli appartamenti o alberghi (47,18%), per erogare contributi mensili per il sostentamento dei tutelati (31,05%), per il pagamento delle spese legali (10,29%), spese finanziarie tra cui gli oneri della capitalizzazione che sono erogati al soggetto al momento della sua uscita dal programma di protezione (7,79%), le spese per i trasferimenti dei tutelati (1,54%), spese di giustizia (1,28%), spese per l'assistenza sanitaria (0,87%).

### 2015
Al 2 novembre 2015 risultavano sotto protezione 1.230 collaboratori di giustizia (assieme a 4.631 familiari) e 83 testimoni di giustizia (assieme a 271 familiari), per un totale complessivo di 6.215 persone.

## Struttura
Sul territorio italiano è presente con 19 nuclei operativi di protezione; è inquadrato presso la direzione centrale della polizia criminale ed è articolato in 4 divisioni:
- divisione I (affari Generali, amministrazione del personale, segreteria di sicurezza, affari giudiziari, assistenza medica e psicologica, settore documentazione)
- divisione II (testimoni di giustizia, gestione dei testimoni di giustizia ammessi allo speciale programma di protezione e o al piano provvisorio di protezione)
- divisione III (collaboratori di giustizia, gestione dei collaboratori ammessi al programma speciale di protezione definitivo e provvisorio)
- divisione IV (amministrazione e contabilità - questioni economiche e finanziarie e gestione immobili)